# Albert Sandström (kompositör)
Ulf Arne Albert Sandström, född 30 augusti 1924 i Djursholm i Danderyds församling, död 8 februari 2017 i Solna, var en svensk kompositör, sångtextförfattare, musiker och författare. Sandström skrev musik under alias Al Sandström, Arne Swedén, Petra, Rose-Marie, Ulf Sandström och Beverly Hill.
Sandström är gravsatt i minneslunden på Solna kyrkogård.